# Линдаль, Якоб
Якоб Линдаль (швед. Jacob Lindahl; род. 22 января 1974, Республика Корея) — шведский игрок в настольный хоккей. Чемпион мира 1992 и 1995 годов.

## Биография
Линдаль появился на свет в Южной Корее, но вырос в шведском городе Умео, куда переехал с родителями в раннем детстве. Дебютировал в настольном хоккее в марте 1987 года на этапе городского чемпионата Умео. В 1988 году занял 12 место на дебютном для себя чемпионате Швеции, а уже в следующем году пробился в финал национального чемпионата, в котором уступил Ларсу Хенрикссону. Становился чемпионом Швеции 7 раз подряд в 1991-97 годах и вновь в 2001. С восемью победами долгое время единолично являлся самым титулованным игроком Швеции, пока в 2024 с ним не сравнялся Ханс Эстерман.
В 1989 году был участником первого розыгрыша чемпионата мира по настольному хоккею, по итогам турнира занял 20-е место. Следующий чемпионат мира, проходивший в 1992 году в чешском Брно, Линдаль выиграл, победив в финале действующего чемпиона Микаэля Краца со счётом 4:0 по партиям. Во второй раз завоевал титул чемпиона мира в 1995 году в Стокгольме. Был дважды бронзовым призёром чемпионатов 1993 и 1997 года и финалистом чемпионата мира в Цюрихе в 2003 году. Также, в начале 2003 года, стал победителем престижного российского турнира Moscow Open.
Фактически завершил игровую карьеру после чемпионата мира 2003 года и с тех пор лишь изредка принимает участие в небольших турнирах. После завершения карьеры постоянно проживал в Новой Зеландии. Позже переехал в город Брисбен, Австралия, где проживает с женой и двумя детьми.

## Достижения
| Турнир         | 1989 | 1992 | 1993 | 1995 | 1997 | 2003 |
| Чемпионат мира | 20   | 1    | 3    | 1    | 3    | 2    |

| Турнир           | 1990 | 1992 |
| Чемпионат Европы | 5    | 8    |

| Турнир           | 1988 | 1989 | 1990 | 1991 | 1992 | 1993 | 1994 | 1995 | 1996 | 1997 | 1998 | 1999 | 2001 | 2003 |
| Чемпионат Швеции | 12   | 2    | 5    | 1    | 1    | 1    | 1    | 1    | 1    | 1    | 2    | 5    | 1    | 2    |

- Победитель Moscow Open: 2003
- Победитель Осло Оупен: 1998
- Победитель Умео Оупен (6): 1991, 1992, 1994, 1996, 1997, 1999
- Победитель чемпионата Лас-Вегаса: 2006

### Командные
Сборная Швеции
- Чемпион мира (4): 1992, 1993, 1995, 2003
- Чемпион Европы: 1992

«Умео»
- Чемпион Швеции: 2003
- Бронзовый призёр (7): 1989, 1991, 1992, 1995, 1996, 1997, 1999